# Ureum
Ureum is een stikstofhoudende organische verbinding, met als molecuulformule (NH2)2CO. Ureum is een afvalproduct bij de eiwitstofwisseling in de lever, en vormt samen met water, het belangrijkste bestanddeel van urine. Ureum wordt gebruikt als meststof in de plantenteelt, en in uitlaatsystemen van dieselmotoren om schadelijke stikstofoxiden, die vrijkomen bij dieselverbranding, om te zetten in stikstof en water (handelsnaam AdBlue). Bij verhitting ontleedt ureum in ammoniak en biuret.
Derivaten van ureum, waarbij op een of beide van de stikstofgroepen nog een organische keten zit, noemt men in de organische chemie ureanen. Zijn alle waterstofatomen op de stikstofgroepen vervangen door organische ketens, dan spreekt men van guanidines.

## Algemeen

### Ontdekking
Ureum werd voor het eerst in 1727 beschreven door Herman Boerhaave (die het sal nativus urinae noemde), hoewel de ontdekking ervan vaak wordt toegeschreven aan Hilaire Rouelle in 1773. In 1828 werd het als eerste organische verbinding kunstmatig gesynthetiseerd. Friedrich Wöhler maakte de verbinding door zilverisocyanaat (AgNCO) te laten reageren met ammoniumchloride (NH4Cl). Hierdoor werd de theorie dat organische substanties alleen maar door levende wezens gevormd kunnen worden (de zogenaamde vis vitalis of levenskracht) weerlegd en dit inzicht effende de weg voor de organische chemie. Wöhler beschreef het gebruikte zilverisocyanaat verkeerdelijk als zilvercyanaat (AgOCN), een isomere verbinding. 

### Bemesting
Ureum is een meststof voor planten. Het kan zowel door de grond gewerkt als (in opgeloste vorm) op het blad gespoten worden. Bij bespuiting op het blad moet bladverbranding (te hoge concentratie zouten, die uitdroging van de plant veroorzaken door het grote verschil in osmotische waarde) voorkomen worden. Daarom kunnen bespuitingen alleen maar onder bepaalde omstandigheden van zowel de plant als het weer gedaan worden.
Planten kunnen nitraat (NO3−) direct uit het bodemvocht opnemen, terwijl ureum en ammonium (NH4+) in de bodem eerst moeten worden omgezet in nitraat. Ureum splitst in de amidevorm en kan op deze manier door de plant direct gebruikt worden voor de aanmaak van aminozuren. Het voordeel bij deze vorm van bemesten is dat de plant geen extra water op hoeft te nemen om de osmotische waarde te compenseren bij opname van nitraat. Stikstof uit nitraat geeft een veel explosievere groei en een lichtere kleur van het blad door de extra opname van water. Opname van amidestikstof geeft een sterkere plant en een gelijkmatiger groei.
De omzetsnelheid is afhankelijk van de hoeveelheid vocht in, en de temperatuur van de bodem. De omzetting van ureum in ammonium duurt bij een bodemtemperatuur van 10 °C ongeveer twee dagen. Voor de omzetting van ammonium in nitraat is bij die temperatuur twee weken nodig. Verantwoordelijk voor beide processen zijn nitrificerende micro-organismen. Een dergelijke trage vrijstelling van meststof is positief voor de begroeiing, niet alleen omdat bij regenval niet alles onmiddellijk uitspoelt, maar ook omdat trage vrijstelling het risico op verbranding van de planten vermindert. Groot nadeel is de hoge kans op vervluchtiging van stikstof (omzetting naar ammoniak), waardoor meststof verloren gaat en het atmosferisch milieu wordt belast.

### Industriële productie
Uit methaan, dizuurstof, distikstof en water wordt ureum geproduceerd. In 2004 werd wereldwijd 127 miljoen ton geproduceerd. Eerst wordt aardgas gekraakt om waterstofgas te produceren. Vervolgens wordt hiermee met stikstofgas uit de lucht ammoniak gemaakt in het Haber-Boschproces.
Het ammoniak wordt in een volgende productiestap omgezet in ureum door een reactie van ammoniak met koolzuurgas:
{\displaystyle {\ce {2 NH3 + CO2 <=> H2N-COONH4}}} (ΔH= -117kJ/mol @ 110 atm, 160°C)
{\displaystyle {\ce {H2N-COONH4 <=> (NH2)2CO + H2O}}} (ΔH= +15.5 kJ/mol @ 160-180°C)
Van het ureum worden korrels (prils) gemaakt.  Ureum wordt ook gebruikt bij de productie van de kunststof melamine. Vroeger werd het gebruikt om, via verestering met malonzuurderivaten, barbituurzuur en barbituraten te synthetiseren.
Eind 2022 werd gevreesd voor mogelijke tekorten aan AdBlue, vanwege de prijsstijgingen van aardgas, een belangrijke grondstof voor ureum.

## Dieselmotoren
In een oplossing van 32,5 procent in gedemineraliseerd water is ureum verkrijgbaar bij tankstations onder de merknaam AdBlue, hetgeen wordt ingespoten bij de katalysator. De bij de verbranding gevormde stikstofoxiden (NOx) worden vervolgens omgezet in het onschadelijke water, stikstofgas (N2) en CO2 (koolstofdioxide). Zware dieselmotoren die deze methode gebruiken kunnen hierdoor voldoen aan strenge emissienormen, zij het dat er een beetje extra CO2 uitgestoten wordt.

## Biologisch

### Fysiologie
Ureum ontstaat bij het aminozuurkatabolisme. Afhankelijk van de voedingssamenstelling wordt 20-30 gram per etmaal gemaakt door de lever en uitgescheiden door de nieren. In de nieren wordt het ureum door de glomerulus gefiltreerd en vervolgens voor 40 à 70 procent zowel actief als passief door de nierbuis geresorbeerd (in het lichaam opgenomen).
De ureumuitscheiding is afhankelijk van vier factoren:
1. vormingssnelheid
2. doorbloeding van de nier (bloed flow)
3. glomerulaire filtratiesnelheid (GFR)
4. urineproductie (urine flow)

Een afgenomen doorbloeding vermindert de GFR en leidt tot verhoogde ureum- en creatinineconcentraties in het bloed. Een afgenomen urineproductie geeft een toegenomen ureumterugresorptie met als gevolg een stijging van het ureumgehalte in het bloed. In veel gevallen volstaat een creatininebepaling voor de inschatting van de nierfunctie. Soms is door de verschillen in creatinine en ureumdynamiek een ureumbepaling nuttig. Daarnaast wordt een ureumbepaling regelmatig gebruikt als bevestiging van een (storing bij) een onverwachte creatinine-uitslag.

### Indicatie
1. Onderscheid maken in pre- en postrenale uremie (verhoogde bloedureumwaarde)
2. Controle op het verloop van een ernstige nierinsufficiëntie
3. Controle op het dieet bij de behandeling van een patiënt met ernstige nierinsufficiëntie

### Interpretatie
In combinatie met metingen van het creatinineniveau kan er onderscheid gemaakt worden tussen de verschillende oorzaken die hoge ureumwaarden in het bloed tot gevolg kunnen hebben.
- Prerenaal: door sterke ureumproductie of verminderde doorbloeding van de nieren
- Renaal: door nierbeschadiging
- Postrenaal: door obstructie van de urinewegen door bijvoorbeeld nierstenen, prostaatvergroting of een tumor

Lage ureumwaarden worden vooral gevonden bij ernstige ondervoeding, tijdens het laatste zwangerschapstrimester, na nierdialyse of bij ernstige leveraandoeningen. Ureum kan ook in urine worden gemeten en zo helpen bij het interpreteren van bloedwaarden.

### Referentiewaarden in serum (bloed)
Voor interpretatie van referentiewaarden moet men altijd in het achterhoofd houden dat deze waarden afhankelijk zijn van de methode waarmee ze gemeten zijn. Interpreteer dus altijd verkregen uitslagen met de bijbehorende referentiewaarden afkomstig van het laboratorium waar ze bepaald zijn.
- Kinderen: 1,8-6,4 mmol/L
- Volwassenen: 2,5-6,4 mmol/L
- Volwassenen (> 60 jaar): 2,9-7,5 mmol/L